# Всеукраїнська асоціація молодих дослідників фольклору
Всеукраїнська асоціація молодих дослідників фольклору (ВАМДФ) була створена 18 травня 2001 року. Зареєстрована Міністерством юстиції України як всеукраїнська молодіжна громадська організація 14 грудня 2001 року. Керівник організації — Фетисов Ілля Борисович, художній керівник гурту «Божичі», випускник НМАУ
На сьогодні ВАМДФ має 16 обласних осередків (Хмельницький, Харківський, Волинський, Дніпропетровський, Черкаський, Кіровоградський,
Донецький, Сумський, Львівський, Луганський, Тернопільський, Полтавський, Івано-Франківський , Кримський республіканський осередок, Київський міський та Київський обласний осередок ВАМДФ) що об'єднують понад 200 фольклористів та любителів фольклору.
Більшість обласних осередків засновані на базі молодіжних фольклорних гуртів: «Божичі», «Володар», «Буття», «Кралиця», «Роксоланія» (Київ-Київська обл.), «Вертеп» (Тернопіль) та ін.
Окрім буденної фольклористичної збирацької та ансамблевої роботи, ВАМДФ проводить такі всеукраїнські заходи:
— байдаркові фольклорні експедиції;
— «Школу традиційного народного мистецтва ім. В. Могура» в селі Космач Косівського р-ну Івано-Франківської обл.;
— спільно з лідером рок-групи «Воплі Відоплясова» Олегом Скрипкою була організатором фольклорного фестивалю «Країна мрій»;
— «Кримськотатарську школу традиційного народного мистецтва» в м. Євпаторія, АР Крим;
— програму «Український фольклор виконує молодь».
У 2005 році ВАМДФ було проведено міжнародну науково-практичну конференцію до 125-річчя від дня народження Климента Квітки за участю провідних фольклористів України, Росії та Польщі. Своїм найбільшим досягненням Асоціація вважає суттєвий інформаційний та фольклорний прорив у молодіжному середовищі.